# Wilhelm Remy

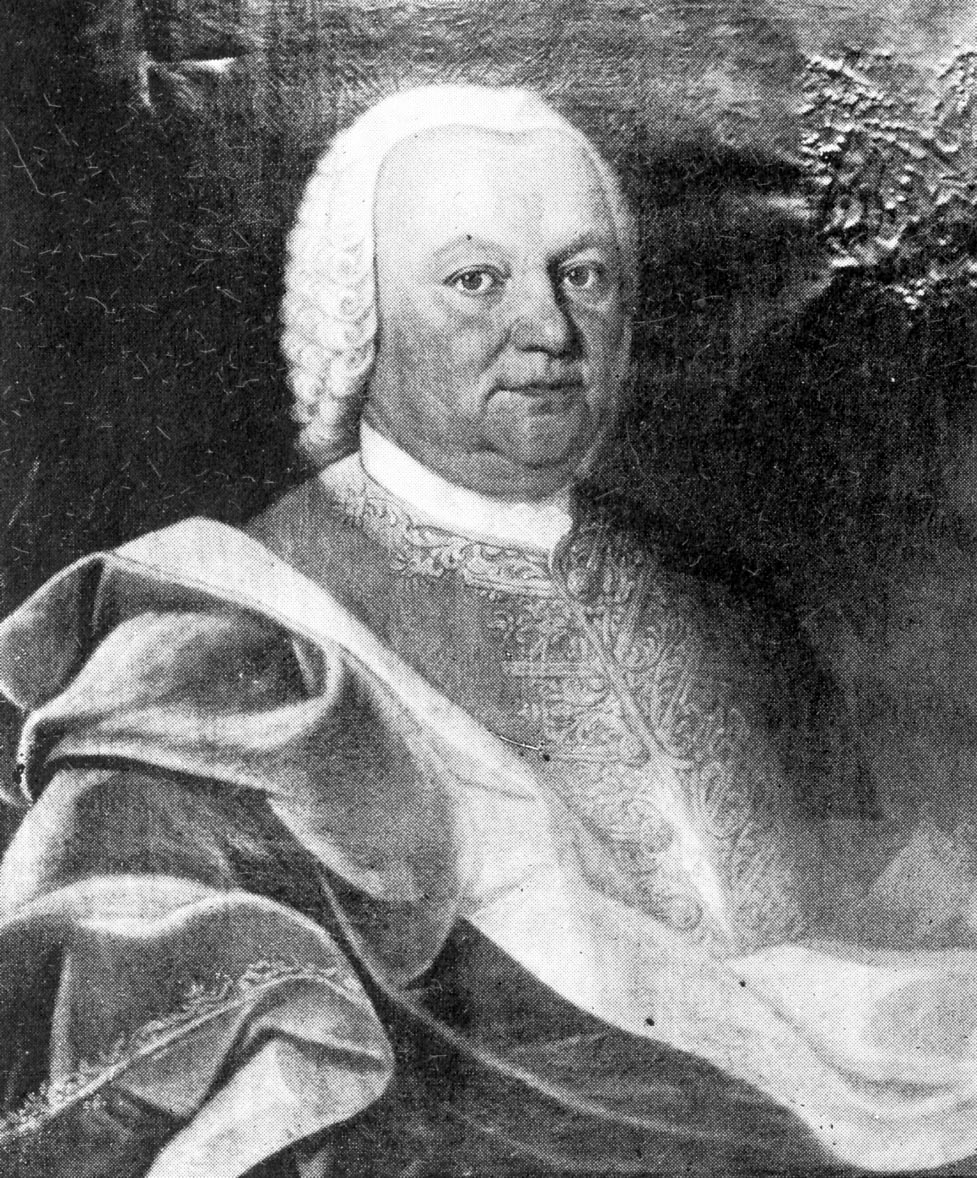
Wilhelm Remy 1702–1761

Wilhelm Remy (* 1702 in Grenzhausen; † 1. Juli 1761 in Bendorf) war ein deutscher Kaufmann und Montanunternehmer. 

## Leben
Wilhelm Remy erlernte in Vallendar bei seinem gleichnamigen, kinderlosen Onkel (1662–1729) den Kaufmannsberuf. 1725 zog Remy nach Bendorf und pachtete dort die Hammerhütte Steinebrück, die er mit Erfolg betrieb.
Am 8. August 1729 wurde Remy von Herzog Wilhelm Heinrich von Sachsen-Eisenach, zum Hoffaktor bestellt, eine Auszeichnung für verdienstvolle Kaufleute. Sein am 22. Januar 1729 verstorbener Onkel hinterließ ihm ein beträchtliches Erbe. In dieser Zeit stand das Bendorfer Hüttenwerk die Untere Hütte mit dem dazugehörigen Bergwerk „Vierwinden“ der Bendorfer Kaufleute Wirthsen, Bertram und Grün zum Verkauf. Remy kaufte ein Viertel der Hütte, der Rest ging an die Abtei St. Thomas in Andernach. Er pachtete diesen Anteil und wurde so zum alleinbestimmenden Hüttenherrn. Jetzt konnte er Erz verhütten und Roheisen selbst verarbeiten oder an die umliegenden Hammerwerke verkaufen. Seinem Eisen wurde nachgesagt, dass daraus gefertigte Hufeisen viermal länger hielten als die bisher gebräuchlichen. 1731/1733 wurde Remy außerdem stiller Teilhaber an der Wendender Hütte.
Um nicht nur von einer Erzgrube abhängig zu sein, kaufte Remy die Grube Sauwasen in der Grafschaft Diez und zusätzlich noch Wälder für die Erzeugung der zum Erzschmelzen benötigten Holzkohle. Er belieferte die bergischen Stahlfabriken mit Roheisenmasseln, verschiffte seine Waren auf Rhein, Main, Mosel und Neckar. An die Rotterdamer Firma seines Schwagers Hoffmann & Hartcop lieferte er Kanonenkugeln. Die Qualität des Bendorfer Roheisens und der Fertigprodukte übertraf die der Siegener Hütten und war auch besser als die schwedischen Erzeugnisse.
Im Jahr 1741 gründete Remy seine eigene Handlungssozietät Wilhelm Remy & Cie., in die er zwei Jahre später seinen Vetter und Schwager Johannes Remy (1713–1778) als Teilhaber aufnahm. Nach dem großen Bendorfer Stadtbrand 1743 leitete er mit dem Amtmann Johann Anton Rhodius den Wiederaufbau des Orts. 1744 erfolgte Remys Ernennung zum brandenburgisch-ansbachischen Kommerzienrat. 1747 ließ er sich ein großes Wohnhaus, „am Entenbach-Hof“ genannt, bauen, welches von dem kurtrierischen Hofmaler Januarius Zick ausgemalt wurde. 1752 erwarb Remy schließlich die Anteile des Adligen Fräuleinstifts St. Thomas an dem Bendorfer Hüttenwerk Untere Hütte und wurde damit deren Alleinbesitzer.
Am 1. Juli 1761 verstarb Wilhelm Remy und wurde im Chor der Bendorfer Kirche beigesetzt. Nach seinem Tod führte dessen Witwe das Unternehmen zusammen mit Johannes Remy und Albert Wilhelm Hoffmann unter dem Namen Wilhelm Remy seel. Erben & Co. weiter.

## Bedeutung
Wilhelm Remy war im Neuwieder Raum das, was später an der Ruhr Alfred Krupp war. Die damaligen Hüttenstandorte an Rhein und Mosel können als das „Ruhrgebiet“ des Mittelrheins angesehen werden. Durch die von Remy getätigten Investitionen wandelte sich Bendorf vom Bauerndorf zu einem Industriestandort. Mit seinem Vermögen schuf Remy zudem die materielle Grundlage aller späteren erfolgreichen Unternehmungen der Familie Remy.

## Familie

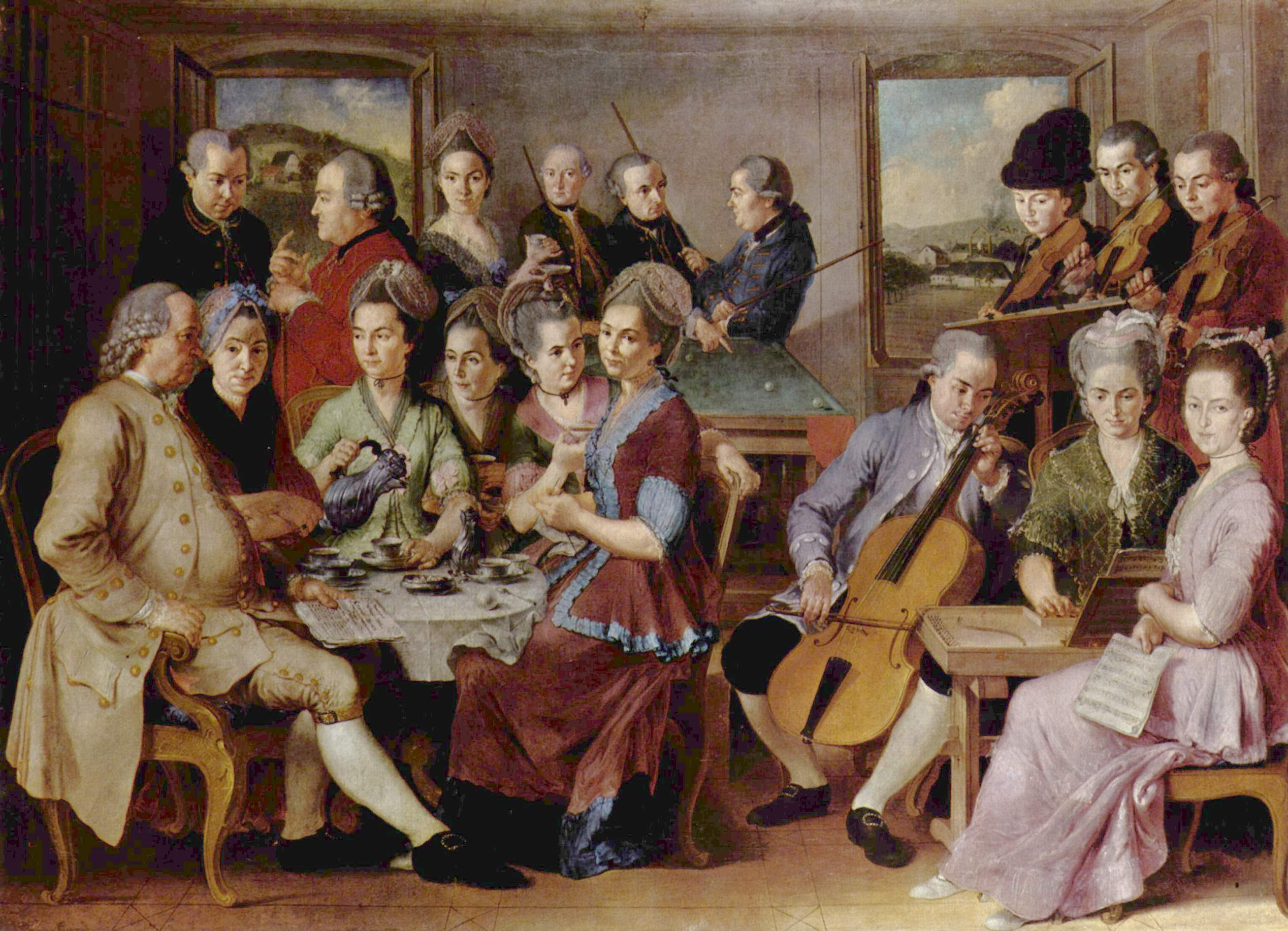
Januarius Zick. Die Familie Remy. 1776

Wilhelm Remy entstammte einer französischen Familie, die 1586 aus Glaubensgründen nach Deutschland ausgewandert war. 1728 heiratete er Elisabeth Maria (1711–1771), die Tochter des Hachenburger Stadtrats Johann Philipp Hoffmann, der gute Beziehungen zu dem holländischen Handelsunternehmen Hartcop hatte. Wilhelm Remy und seine Frau blieben kinderlos. 
Ein Verwandter Wilhelm Remys, Heinrich Wilhelm Remy (1733–1779), pachtete 1760 das Eisenwerk Rasselstein in Neuwied, das 1784 von seinem Schwager Carl Wilhelm Remy (1747–1817) gekauft wurde.

## Ehrungen
Nach Wilhelm Remy sind in Bendorf die Remystrasse und seit 1989 das Bendorfer Gymnasium benannt.